# Johann Gottfried Steinmeyer
Johann Gottfried Steinmeyer (* 13. November 1780 in Friedrichsfelde; † 6. Mai 1851 in Berlin) war einer der maßgebenden Architekten beim Aufbau der Residenzstadt Putbus. Als seine bedeutendste Schöpfung gilt das Jagdschloss Granitz auf Rügen.

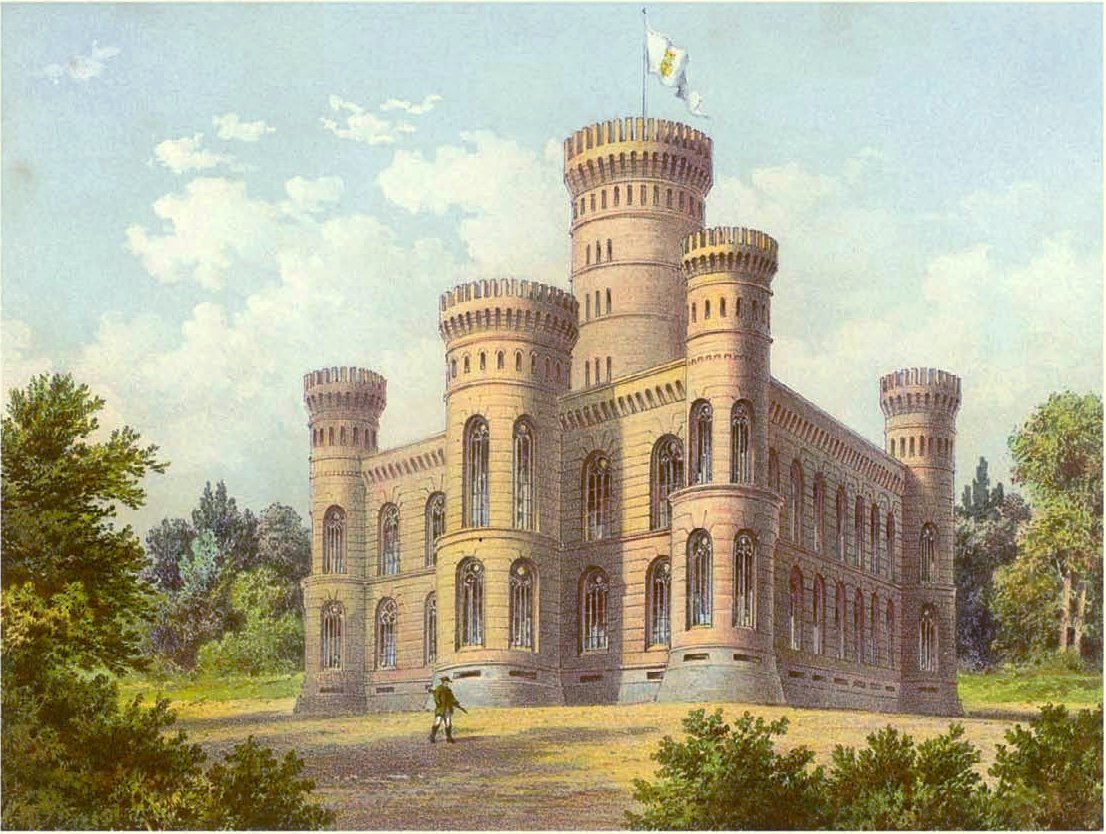
Schloss Granitz um 1860, Sammlung Alexander Duncker

## Leben und Werk
Als Sohn des Berliner Maurermeisters Carl Christoph Steinmeyer wuchs Johann Gottfried Steinmeyer in Berlin auf, wo er den Beruf des Zimmermanns erlernte. Er wurde an der Berliner Bauakademie als Architekt ausgebildet und war in Berlin auch als Bauunternehmer tätig. Da sein Nachlass fast vollständig verloren ging, ist über das Leben und die Herkunft kaum etwas bekannt.
Eine enge Freundschaft verband ihn mit Karl Friedrich Schinkel, den er auf seiner ersten Italienreise 1803–1805 begleitete.
Steinmeyer war zwischen 1815 und 1850 in Putbus als Architekt tätig. Fürst Wilhelm Malte zu Putbus, der ab 1800 die Umgestaltung und den Ausbau von Putbus betrieb, vergab zahlreiche Aufträge an den Berliner Architekten.

## Werke (Auswahl)
- Das Badehaus Goor im Putbusser Ortsteil Lauterbach wurde von Steinmeyer entworfen und im August 1818 eingeweiht.[6] Vorbild stand die Architektur in Bath. Fürst Wilhelm Malte I. hatte das englische Bad 1805 und 1823 besucht.[7]

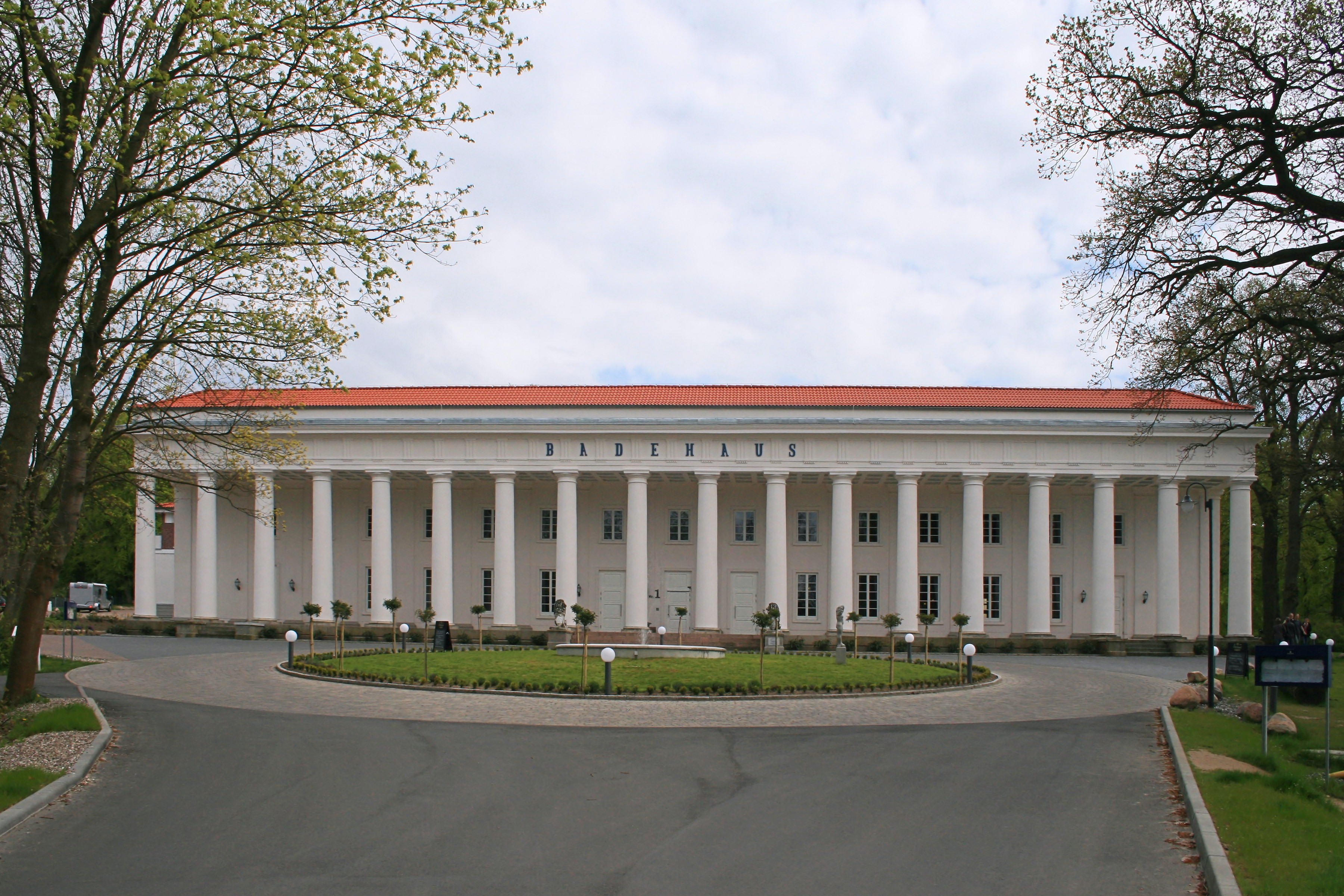
Badehaus Goor

- Zwischen 1821 und 1824 wurde Steinmeyer ein neuer klassizistischer Marstall Putbus erbaut.

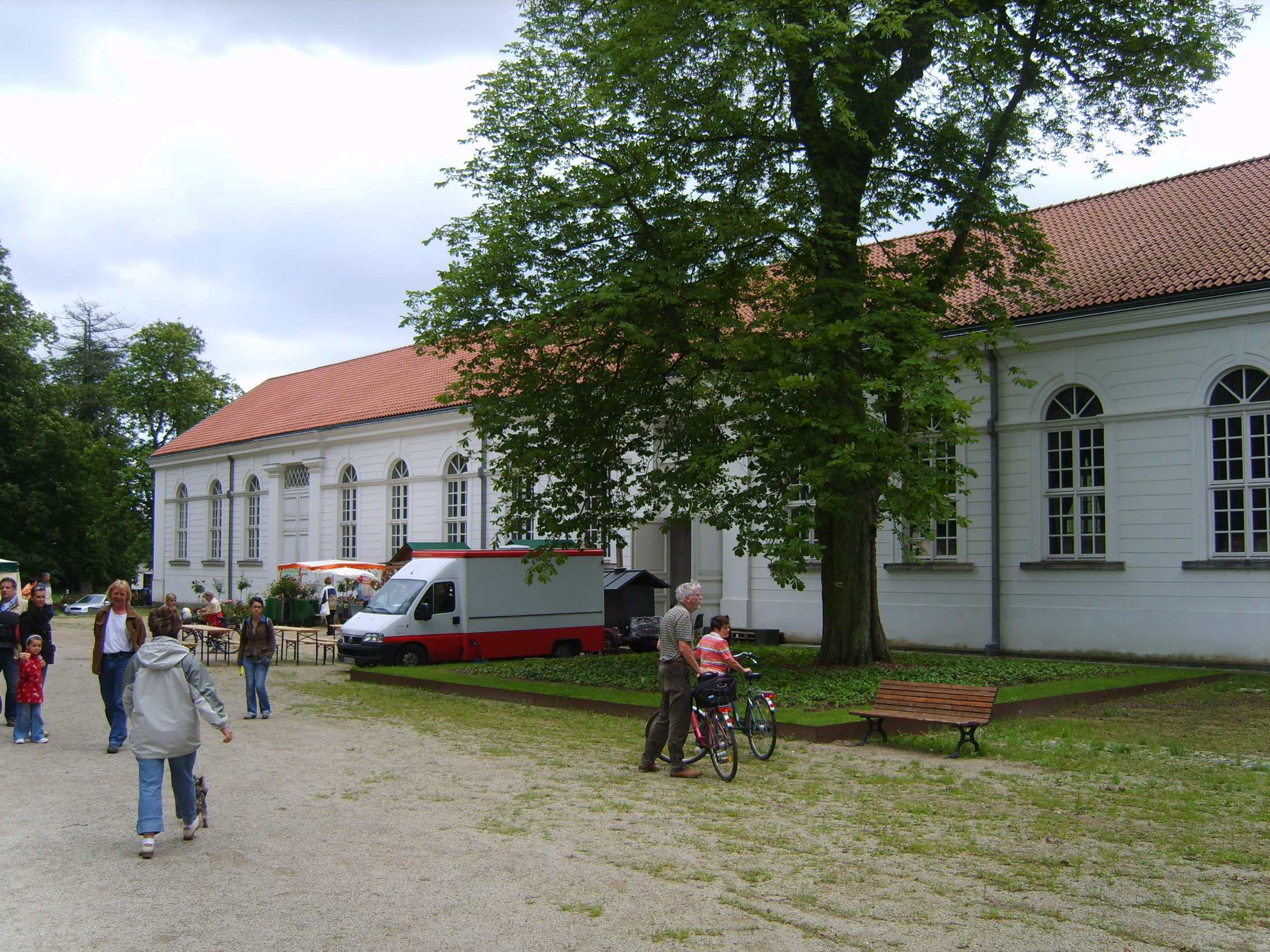
Nordseite des Putbusser Marstalls von Steinmeyer

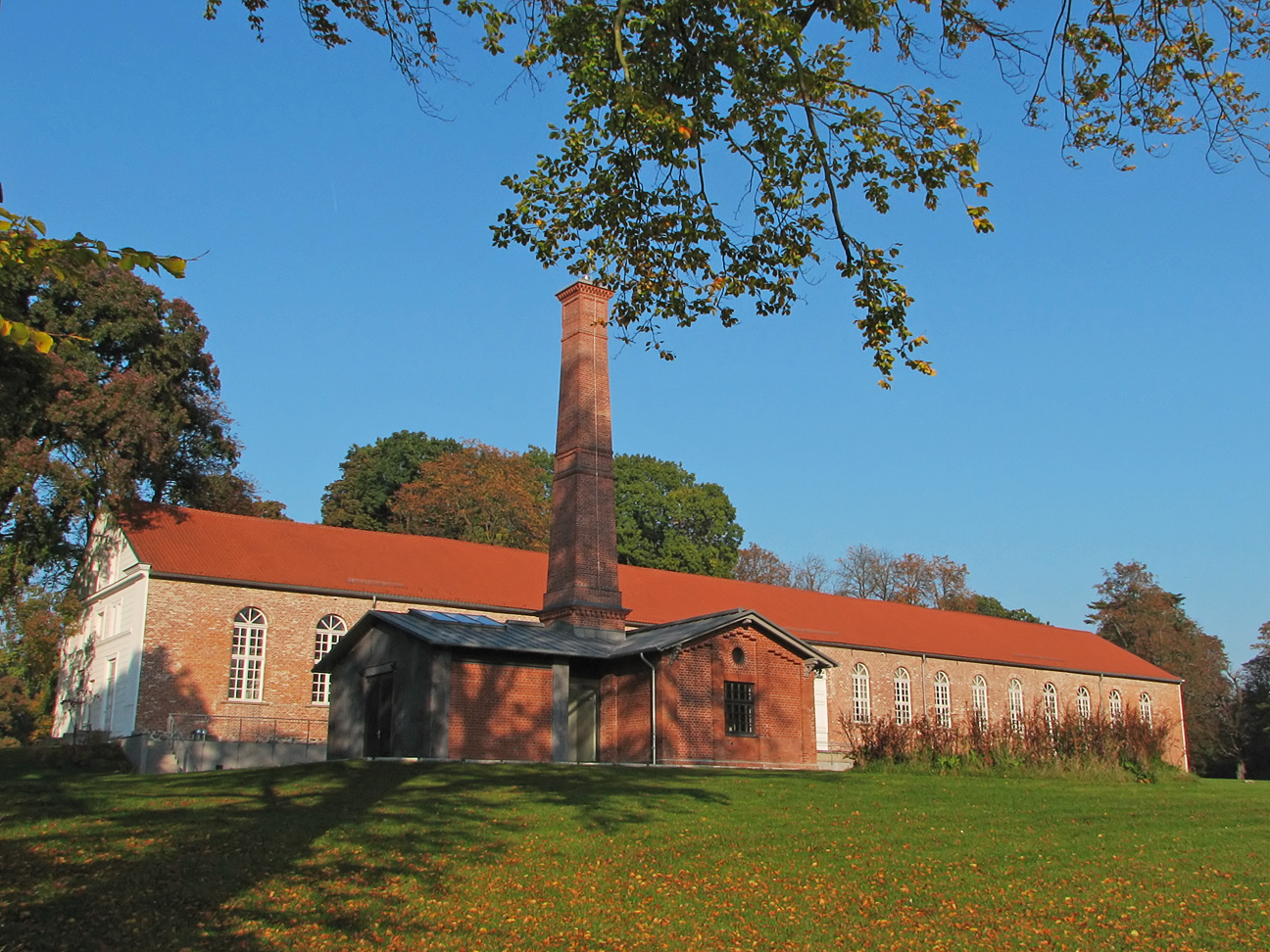
Marstall in Putbus von Süden

- 1826 wurde von ihm der Umbau des Putbusser Theaters ausgeführt.[8]
- 1827–1832 veranlasste Fürst Wilhelm Malte zu Putbus die Umgestaltung des Putbusser Schlosses im klassizistischen Stil nach Plänen von Steinmeyer. 1865 wurde das gesamte Schloss von einem Brand zerstört.[9][10]
- 1828 wurde das durch Feuer 1827 zerstörte Gut Gobbin in Lancken-Granitz nach Entwurf von Steinmeyer neu aufgebaut. Bauherr war Fürst Malte l. von Putbus, in dessen Besitz sich das Gut befand.[11]
- Königliches Pädagogium Putbus, Circus 16, 1833–1836 erbaut von Fürst Wilhelm Malte I. zu Putbus nach Plänen von Steinmeyer

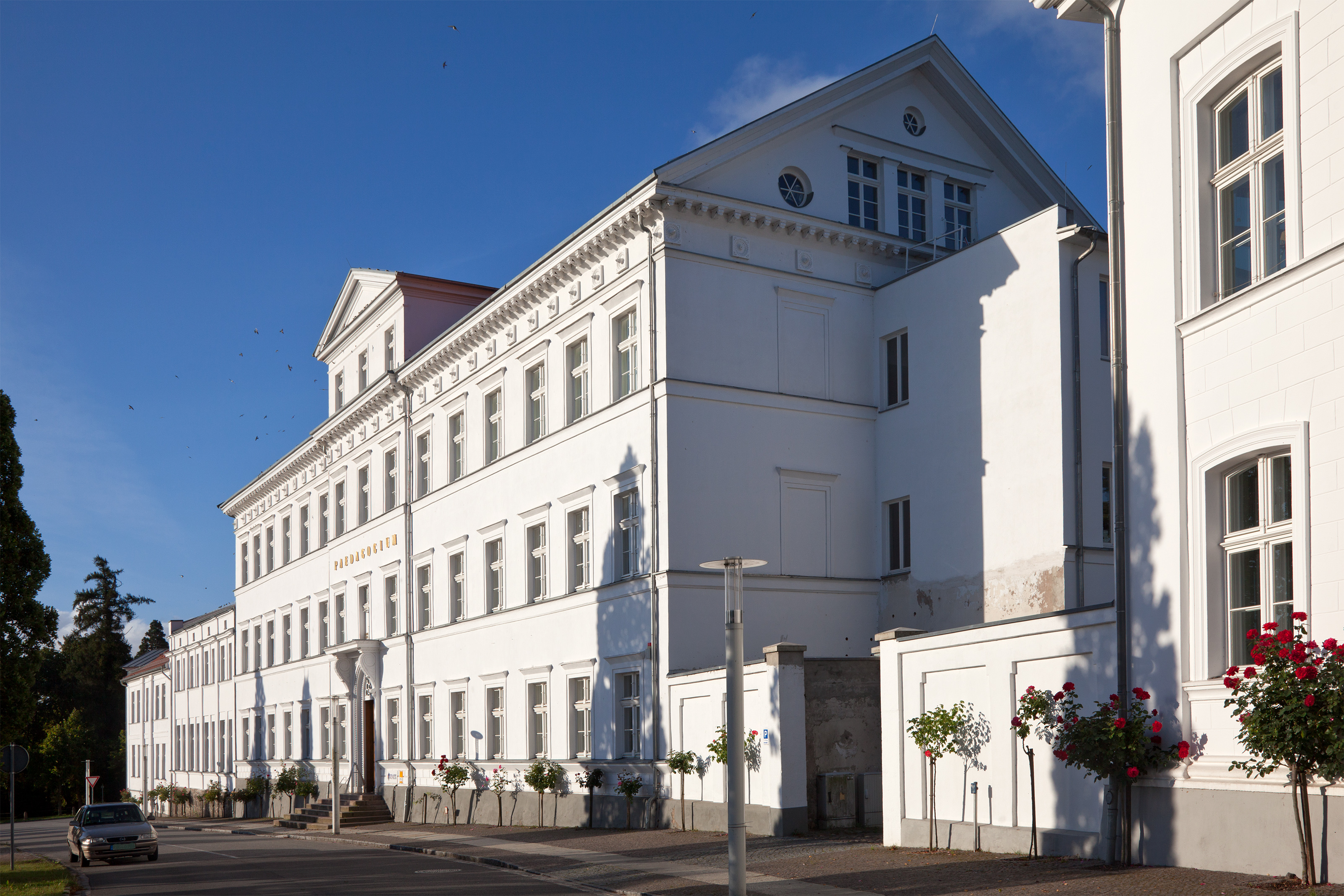
Pädagogium Putbus nach Plänen von Steinmeyer

- Auch das „Rosencafe“ im Ort ist seine Schöpfung[12]
- 1837–1846 wurde das Jagdschloss Granitz nach Plänen von Johann Gottfried Steinmeyer und Karl Friedrich Schinkel (Turm) errichtet.
- Circus 8, 1843 nach Entwürfen Steinmeyers von Fürstin Luise zu Putbus erbaut.
- 1844–1846 schufen Friedrich August Stüler und Steinmeyer den Kursaal im Schlosspark Putbus, die spätere Schlosskirche.[13]